# 雅法骚乱
雅法骚乱（希伯來語：‎，羅馬化：Me'oraot Tarpa） 是1921年5月1日至7日在巴勒斯坦託管地爆發的一系列骚乱。起初是雅法有两个犹太人群体之间爆發衝突，后来阿拉伯人與犹太人之間又爆發衝突。 骚乱始于雅法并蔓延到巴勒斯坦託管地其他地区。骚乱导致47名犹太人和48名阿拉伯人死亡，146名犹太人和73名阿拉伯人受伤，还有数百人无家可归。 